# ایندو جین
ایندو جین (انگلیسی: Indu Jain؛ (زادهٔ ۸ سپتامبر ۱۹۳۶ – درگذشتهٔ ۱۳ مهٔ ۲۰۲۱) کارآفرین و سرمایه‌دار اهل هند بود.